# 1034-es busz
Az 1034-es jelzésű autóbuszvonal Budapest, Bátonyterenye, Ózd és Jósvafő között húzódó országos vonal, amelyet a Volánbusz Zrt. üzemeltet.

## Útvonala
A budapesti XIV. kerületi, a Puskás Ferenc Stadion mellett fekvő autóbusz-pályaudvarról indul, a főváros 3 legnagyobb autóbuszos végállomásának egyikéről. Északnyugati irányban indul el a Hungária körúton párhuzamosan az 1-es és 1A jelzésű villamosvonalakkal. Útját Rákosrendező vasútállomás közelében, a Kacsóh Pongrác úton folytatja, Rákospalota felé hagyja el a fővárost, immáron az M3-as autópályán.
A már Heves megyei Hatvan közelében kanyarodik rá a 21-es főútra, útja nagyrészét ezen tölti. 90 kilométer után az első község Mátraverebély. A vele szomszédos Bátonyterenye a célja, annak is Nagybátony városrésze, délkeleti részén szeli át azt. Bőven Nógrád megyében következőnek Nemtit szolgálja ki, aztán Nádújfalut, majd Ivádnak csak bejárati útjánál létesítenek összeköttetést a fordák. A mindössze 2000 lelkes Pétervására határában a különleges tájakon fekvő 3 összenőtt falu, Bükkszenterzsébet, Tarnalelesz és Szentdomonkos fekszik. 2022 végétől várhatóan 2025 nyaráig a bekölcei elágazás és a Szentdomonkos, Típászó közötti szakasza le van zárva, a buszok Szúcs ➝ Egercsehi ➝ Bekölce felé kerülnek. A Bükk északi nagyobb vonulatán túl a borsodi Borsodnádasd található, aztán Járdánházán és Arlón gázol át. A megye 2. legnagyobb városába, Ózdra érkezik, a somsályi elágazásban, Hódoscsépányon, és a bolyki elágazásban odairányban csak leszállási, visszirányban csak felszállási lehetőség van. A helyi autóbusz-állomáson 10 percet várakozik, majd Miskolc felé robog tovább. Először Sajópüspökit érinti, majd a Sajó folyó másik oldalán közel a szlovák határhoz Bánrévét. Átkanyarodik a 26-os főútra, de mindössze kb. 1 percet marad rajta, Serényfalva felé folytatja útját a 2601-es mellékúton. 6 kilométer múlva Kelemér jön, majd ismét 6 kilométer múlva Zádorfalva, itt keresztezi a Kazincbarcikáról közlekedő 4070-es buszvonalat. A dombságon túl Ragály község helyezkedik el. Trizs van még hátra, majd ismét a szlovák határ közelében húzódik útja, a Baradla–Domica-barlangrendszerről híres Aggtelek barlangi bejáratához is kitér, majd az ismételten nagy népszerűségnek örvendő Vörös-tóhoz is eljutást biztosít. A környék egyik legtöbb látnivalójával rendelkező településére, Jósvafőre érkezik, itt ered a Jósva-patak, az erdő mélyén itt bújik meg a jósvafői Tengerszem, a Hucul-ménes, a Baradla-barlang jósvafői bejárata, illetve számtalan más természeti érték is.

## Közlekedése
Indítása hétvégén történik, reggel indul Budapestről, dél közelében ér Jósvafőre, majd délután indul vissza onnan és estére ér a fővárosba.
A 2024/2025-ös menetrendváltástól a hetek utolsó munkanapján járat indul a fővárosból a délutáni órákban Jósvafőre. Ózdtól kizárólag leszállás céljából áll meg.
Budapest és Jósvafő között Eger és Kazincbarcika felé az 1054-es vonal fut.
| Viszonylat                                     | Indításszám | Közlekedési rend           |
| ---------------------------------------------- | ----------- | -------------------------- |
| Budapest, Stadion aut. pu. – Jósvafő, aut. vt. | 1 oda       | a hetek utolsó munkanapján |
| Budapest, Stadion aut. pu. – Jósvafő, aut. vt. | 1 pár       | hétvégén                   |

## Megállóhelyei
| 0  | Budapest, Stadion autóbusz-pályaudvar végállomás | 0.0 km   | 95, 130, 195 396, 397, 398, 399, 400, 402, 410, 411, 412, 413, 414, 415, 422, 424, 430, 432, 434, 435, 436, 437, 438, 439, 440, 441, 442, 485, 486 901, 908, 908A, 918, 931, 931A, 956, 990 1020, 1021, 1024, 1031, 1040, 1044, 1045, 1046, 1049, 1050, 1052, 1053, 1054, 1055, 1066, 1067, 1068, 1069, 1070, 1075, 1076, 1077, 1078 73, 75, 77, 80 1, 1A |
| 1  | Budapest, Kacsóh Pongrác út                      | 3.8 km   | 25, 32, 225 396, 397, 398, 399, 400, 402, 412, 413, 414, 415, 422, 424, 432, 433, 434, 435, 436, 437, 438, 439, 442 901, 918 1020, 1021, 1024, 1031, 1040, 1044, 1045, 1046, 1049, 1050, 1052, 1053, 1054, 1055, 1066, 1067, 1068, 1069, 1076 74, 81, 82 1, 1A, 3, 69                                                                                     |
| 2  | Budapest, Szerencs utca                          | 7.7 km   | 225 396, 397, 398, 399, 400, 402, 412, 413, 414, 415, 422, 424, 432, 433, 434, 435, 436, 437, 438, 439, 442 1020, 1021, 1024, 1031, 1040, 1044, 1045, 1046, 1049, 1050, 1052, 1053, 1054, 1055, 1066, 1067, 1068, 1069, 1076 |
| 3  | Mátraverebély, szentkúti elágazás                | 90.3 km  | 1020, 1021, 1031, 1301, 1302, 1305 3060, 3061, 3062, 3064, 3065, 3066, 3067, 3166 |
| 4  | Bátonyterenye (Nagybátony), Ózdi út 10.          | 93.6 km  | 1, 2, 3, 3A, C 1021, 1031, 1301, 1302, 1305, 1349, 1351, 1354 3051, 3052, 3055, 3056, 3058, 3060, 3061, 3062, 3065, 3066, 3067, 3108, 3152, 3153, 3154, 3156, 3166 |
| 5  | Bátonyterenye (Nagybátony), bányaváros           | 94.9 km  | 2, 3, 3A 1021, 1031, 1301, 1302, 1305, 1349, 1351, 1354 3051, 3052, 3055, 3056, 3058, 3060, 3061, 3062, 3065, 3066, 3067, 3108, 3152, 3153, 3156, 3166 |
| 6  | Nemti, vegyesbolt                                | 101.7 km | 1031, 1349, 1351, 1384, 1447, 1448 3051, 3052, 3056, 3136, 3153, 3154, 3156 |
| 7  | Mátraterenye (Nádújfalu), faluszéle              | 107.4 km | 1031, 1347, 1349, 1351, 1352, 1354, 1384, 1447, 1448 3030, 3034, 3056, 3136, 3156 |
| 8  | Ivád bejárati út                                 | 115.2 km | 1031, 1347, 1349, 1351, 1384 3474, 3494 |
| 9  | Pétervására, városháza                           | 118.3 km | 1031, 1347, 1349, 1351, 1384 3462, 3474, 3476, 3478, 3479, 3481, 3482, 3483, 3484, 3488, 3490, 3491, 3492, 3494 |
| 10 | Bükkszenterzsébet, autóbusz-váróterem            | 125.0 km | 1031, 1347, 1351, 1384 3479, 3481, 3484, 3488, 3491 |
| 11 | Tarnalelesz, központ                             | 126.5 km | 1031, 1051, 1347, 1351, 1384 3479, 3481, 3484, 3487, 3488, 3491 |
| 12 | Szentdomonkos, autóbusz-váróterem                | 128.3 km | 1031, 1051 3479, 3481, 3484, 3487, 3488 |
| 13 | Szentdomonkos, Tipászó                           | 129.9 km | 1031, 1051 3479, 3481, 3484, 3487, 3488 |
| 14 | Borsodnádasd, autóbusz-váróterem                 | 138.2 km | 1031, 1051, 1384 3404, 3409 |
| 15 | Járdánháza, temető                               | 142.1 km | 1031, 1051 3770, 4180 |
| 16 | Arló, Arlói-tó bejárati út                       | 144.8 km | 1031, 1051, 1384 3770, 4180 |
| 17 | Ózd, somsályi elágazás                           | 147.7 km | 6, 26, 46, 63, 68, 76 1031, 1051 3770, 4180, 4185 |
| 18 | Ózd (Hódoscsépány), élelmiszerbolt               | 148.7 km | 6, 26, 46, 63, 68, 76 1031, 1051, 1384 3770, 4180, 4185 |
| 19 | Ózd, bolyki elágazás                             | 150.2 km | 2, 2A, 6, 12, 20, 20A, 21, 23, 26, 46, 63, 68, 76 1031, 1051, 1369, 1384 3770, 4102, 4180, 4185, 4186 |
| 20 | Ózd, autóbusz-állomás                            | 151.7 km | 1, 2, 2A, 3, 4, 6, 7, 8, 12, 20A, 21, 23, 26, 46, 47, 68, 74, 76, 78 1031, 1051, 1369, 1384, 1411 3410, 3770, 3773, 4101, 4102, 4104, 4140, 4145, 4147, 4148, 4150, 4151, 4153, 4155, 4157, 4158, 4160, 4161, 4180, 4185, 4186 |
| 21 | Sajópüspöki, élelmiszerbolt                      | 162.2 km | 1369, 1384, 1410, 1411 3770, 3773, 4104, 4140, 4145 |
| 22 | Bánréve, autóbusz-váróterem                      | 164.4 km | 1369, 1384, 1410, 1411 3770, 3773, 4104, 4140, 4145 |
| 23 | Héti elágazás                                    | 167.0 km | 1369, 1384, 1410, 1411 3770, 3773, 4063, 4104, 4140, 4145, 4188 |
| 24 | Serényfalva, községháza                          | 168.5 km | 4063, 4104, 4140, 4188 |
| 25 | Kelemér, autóbusz-váróterem                      | 174.7 km | 4063, 4104, 4140, 4188 |
| 26 | Zádorfalva, Virág utca                           | 180.7 km | 4070, 4104, 4140 |
| 27 | Ragály, autóbusz-forduló                         | 186.0 km | 1054 3774, 4075, 4078, 4079, 4104, 4140 |
| 28 | Trizs, községháza                                | 189.2 km | 1054 4075, 4078, 4079, 4104, 4140 |
| 29 | Aggtelek, Kossuth utca, barlang bejárati út      | 195.2 km | 1054 4075, 4078, 4079, 4081, 4104, 4125, 4140 |
| 30 | Aggtelek, Baradla-barlang                        | 195.8 km | 1054 4125 |
| 31 | Aggtelek, autóbusz-váróterem                     | 197.0 km | 1054 4075, 4078, 4081, 4104, 4125, 4140 |
| 32 | Vöröstói barlang bejárati út                     | 200.0 km | 1054 4081, 4125, 4140 |
| 33 | Jósvafő, szálló                                  | 202.8 km | 1054 |
| 34 | Jósvafő, autóbusz-váróterem végállomás           | 204.1 km | 1054 3704, 4081, 4125 |